# Gipfeltreffen in Reykjavík

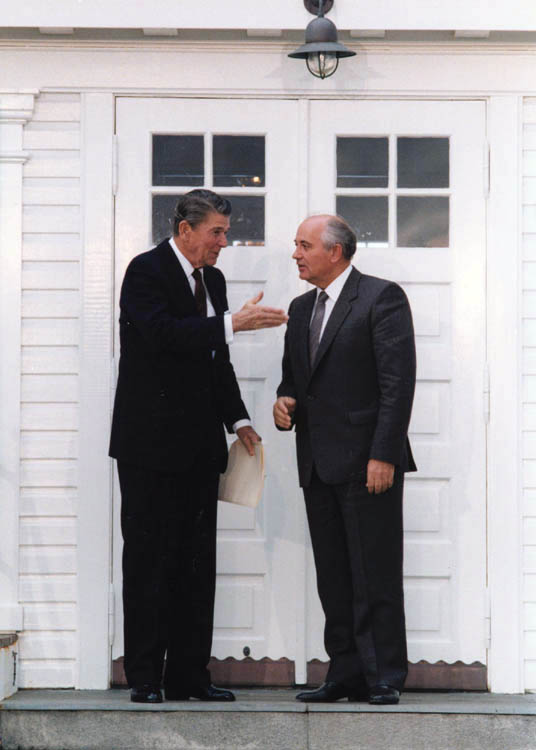
Ronald Reagan und Michail Gorbatschow

Das Gipfeltreffen in Reykjavík war das zweite Gipfeltreffen zwischen US-Präsident Ronald Reagan und dem Generalsekretär des ZK der KPdSU Michail Gorbatschow. Es fand am 11. und 12. Oktober 1986 in Reykjavík, der Hauptstadt Islands, statt. Beide Staaten befanden sich im Kalten Krieg. Im Mittelpunkt der Gespräche stand die Abrüstung und der Frieden zwischen den Vereinigten Staaten und der Sowjetunion. Am Gipfeltreffen nahmen auch die beiden Außenminister George Shultz und Eduard Schewardnadse teil.

## Verhandlungsort

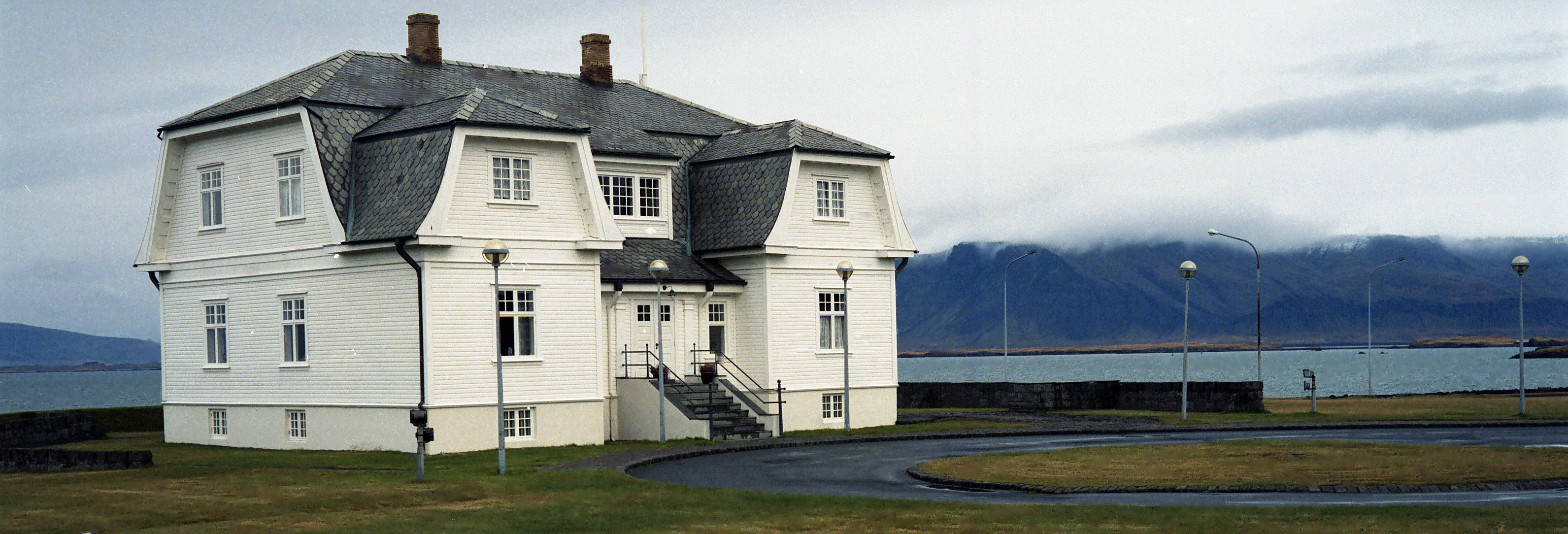
Höfði am Rande der Hauptstadt Reykjavík

Das Gipfeltreffen fand im Gästehaus Höfði am Rande der Hauptstadt Reykjavik statt. Das einfache weiße Holzhaus war das ehemalige französische Konsulat (1909–1921) und die britische Botschaft (1938–1952). Das Treffen wurde bewusst schlicht durchgeführt, ohne roten Teppich, ohne Bankett und ohne Staatshymnen.

## Ausgangslage
Die Führer der beiden Supermächte trafen sich erstmals im November 1985 anlässlich der Genfer Gipfelkonferenz. Der freundliche Geist von Genf wurde in der Zwischenzeit durch die angebliche Spionageaffäre Nicholas Daniloff belastet.
In Genf hatten die beiden Staatschefs beschlossen, die Ende 1983 unterbrochenen Rüstungskontrollgespräche (Genfer INF-Verhandlungen) wieder aufzunehmen. Die Sowjets hatten in den 1970er Jahren neue atomare Mittelstreckenraketen, die SS-20, aufgestellt und bedrohten damit Westeuropa. Die NATO reagierte 1979 mit dem NATO-Doppelbeschluss, welcher die Aufstellung neuer mit Atomsprengköpfen bestückter Raketen und Marschflugkörper – der Pershing II und BGM-109 Tomahawk – in Westeuropa vorsah.

## Gipfelverlauf
In Reykjavík versuchte Reagan, nebst der Abrüstung auch über die Menschenrechte, die Auswanderung sowjetischer Juden und Dissidenten und die sowjetische Intervention in Afghanistan zu diskutieren. Gorbatschow wollte die Gespräche jedoch auf die Rüstungskontrolle beschränken. Er bot an, die Menge aller strategischen Atomwaffen zu halbieren und alle Mittelstreckenraketen der beiden Militärblöcke abzubauen. Er verzichtete auf die Einbeziehung der britischen und französischen Atomwaffen, erlaubte Abrüstungskontrollen auf sowjetischem Boden und stimmte zu, Menschenrechte zum wesentlichen Thema künftiger Gipfeltreffen zu machen. Damit verknüpfte er die Forderung, die USA sollten ihre Strategische Verteidigungsinitiative (SDI), ein weltraumgestütztes Raketenabwehrsystem, auf reine Labortests beschränken. Dies lehnte Reagan ab.
Die amerikanische Delegation reagierte mit dem Vorschlag, alle ballistischen Raketen innerhalb von zehn Jahren abzuschaffen, forderte aber das Recht auf die strategische Verteidigung SDI gegen die verbleibenden Bedrohungen. Gorbatschow schlug darauf vor, alle Atomwaffen innerhalb eines Jahrzehnts abzuschaffen. Er verwies jedoch auf den Wunsch, den Anti-Ballistic Missile Treaty (ABM-Vertrag) zu stärken, und fügte hinzu, dass jede Forschung im Bereich der SDI auf Laboratorien für den fraglichen Zeitraum von zehn Jahren beschränkt sein müsse. Reagan argumentierte, dass seine vorgeschlagene SDI-Forschung durch jede angemessene Deutung des ABM-Vertrages erlaubt sei. Außerdem verwies er auf sein Versprechen gegenüber den Amerikanern, sie durch SDI zu schützen. Er versprach auch, die SDI-Technologie zu teilen. Dies zweifelte Gorbatschow an, da die Amerikaner nicht einmal Ölbohrtechnik teilen würden.

## Gipfelausgang

Reagan und Gorbatschow

Trotz vier Gesprächsrunden scheiterten die Verhandlungen in letzter Minute an unüberbrückbaren Gegensätzen in der Frage des amerikanischen Weltraum-Forschungsprogramms SDI. Gorbatschow beharrte auf der Forderung, die SDI-Forschung für einen Zeitraum von zehn Jahren auf das Labor zu begrenzen, Reagan lehnte dies ab und fragte darauf Gorbatschow, ob er wirklich eine historische Gelegenheit wegen eines einzelnen Worts „Laborversuch“ gefährden wolle. Gorbatschow betonte, es handle sich um eine Grundsatzfrage, und der Gipfel war zu Ende: kein Abkommen, nicht einmal eine Absichtserklärung. Die Jahrhundert-Chance, mit einem großen Wurf das umfassendste Abrüstungspaket des Atomzeitalters abzuschließen, war vertan.
Der Gipfel bot trotzdem beiden Parteien die Gelegenheit, auszuloten, wie weit die Zugeständnisse der anderen Seite gehen würden. Ein bedeutender Schritt nach vorn in der Rüstungskontrolle war das Einverständnis von Gorbatschow über Vor-Ort-Kontrollen, eine anhaltende amerikanische Forderung, die im Teilteststoppvertrag von 1963 oder im ABM- und SALT-I-Pakt von 1972 nicht erreicht worden war, zu verhandeln. Außerdem wurden die Menschenrechte erstmals konstruktiv diskutiert.
Vor seinem Rückflug nach Moskau griff Gorbatschow zu einer List. Da er die marode Sowjetunion von den enormen Rüstungsausgaben befreien musste, konnte er sich ein Scheitern des Gipfels innenpolitisch nicht leisten. Auf einer kurzfristig einberufenen Pressekonferenz stellte Gorbatschow den Gipfel von Reykjavik als erfolgreich dar. Zurück in Washington geriet Reagan dadurch in Zugzwang. Ihm blieb nichts anderes übrig, als das Treffen ebenfalls als Durchbruch darzustellen: „Es waren gute Gespräche. Wir sind bereit, dort weiterzumachen, wo wir aufgehört haben.“

## Folgen des Gipfels
Trotz des offensichtlichen Scheiterns bezeichneten die Teilnehmer und Beobachter den Gipfel als einen gewaltigen Durchbruch, der letztendlich den INF-Vertrag (Intermediate-Range Nuclear Forces Treaty) ermöglichte, der auf dem Washingtoner Gipfel am 8. Dezember 1987 unterzeichnet wurde.